# Daniel Bovet
(Motivazione per il Premio Nobel per la medicina 1957)
Daniel Bovet (Neuchâtel, 23 marzo 1907 – Roma, 8 aprile 1992) è stato un biochimico ed esperantista svizzero naturalizzato italiano, vincitore del Premio Nobel per la medicina nel 1957.
I suoi studi e le sue ricerche nel campo della chemioterapia e della farmacologia hanno permesso di migliorare la qualità e l'efficacia di molti trattamenti medici, in particolare dei sulfamidici (con nuovi prodotti antibatterici di sintesi), degli antistaminici (con una serie di farmaci ad azione più specifica) dei simpaticolitici (con nuove medicine per ridurre la pressione arteriosa, le alterazioni del sistema nervoso simpatico e degli stati di ansia), e dei miorilassanti (con i curari di sintesi, fra cui in particolare la gallamina, che hanno azione coadiuvante in chirurgia perché provocano un efficiente rilassamento muscolare).
Questi importanti contributi valsero a Bovet il premio Nobel per la Medicina e la Fisiologia nel 1957.

## Biografia
Nasce da una famiglia di professori universitari (il padre, Pierre Bovet, psichiatra e pedagogista, era stato all'Università di Neuchâtel il più giovane professore di filosofia della Svizzera) che scelgono come sua lingua madre l'esperanto. Bovet, dai cinque ai diciotto anni, frequentò via via le scuole Montessori, un'istituzione borghese a Bourg-de-Four, la Scuola attiva, il laboratorio dell'Istituto e, infine, si laureò in biologia nel 1927 all'Università di Ginevra, dove conseguì il dottorato nel 1929 con una tesi in zoologia e anatomia comparata, e nel 1949 la libera docenza in chimica farmaceutica.
Dal 1929 cominciò a lavorare nel dipartimento di chimica dell'Istituto Pasteur di Parigi, dapprima come assistente (dopo quattro anni passati in laboratorio), poi come direttore del Laboratorio di Chimica Terapeutica. Qui conobbe Filomena Nitti, figlia dell'ex presidente del consiglio antifascista Francesco Saverio Nitti e sorella del batteriologo Federico, la quale diventerà sua moglie, oltre che sua stretta collaboratrice. È in quegli anni che, insieme a Fourneau, Tréfouël e alla stessa Nitti, Bovet cominciò lo studio delle potenzialità dei sulfamidici dapprima su modelli sperimentali e poi in clinica; si dimostrò che l'azione antibatterica dei sulfamidici era attribuibile alla sola frazione sulfamidica della molecola di Prontosil rosso (un colorante sintetizzato in Germania da Klarer e Mietzsch, di cui Gerhard Domagk aveva dimostrato l'attività antibatterica). Nel 1944 Bovet scoprì la pirilamina, il primo farmaco antistaminico, antagonista competitivo dell'istamina. Nel 1947 iniziò la ricerca dei sostituti sintetici del curaro: il rilasciamento muscolare indotto da essi durante l'anestesia permette l'impiego di anestetici meno potenti durante gli interventi chirurgici.

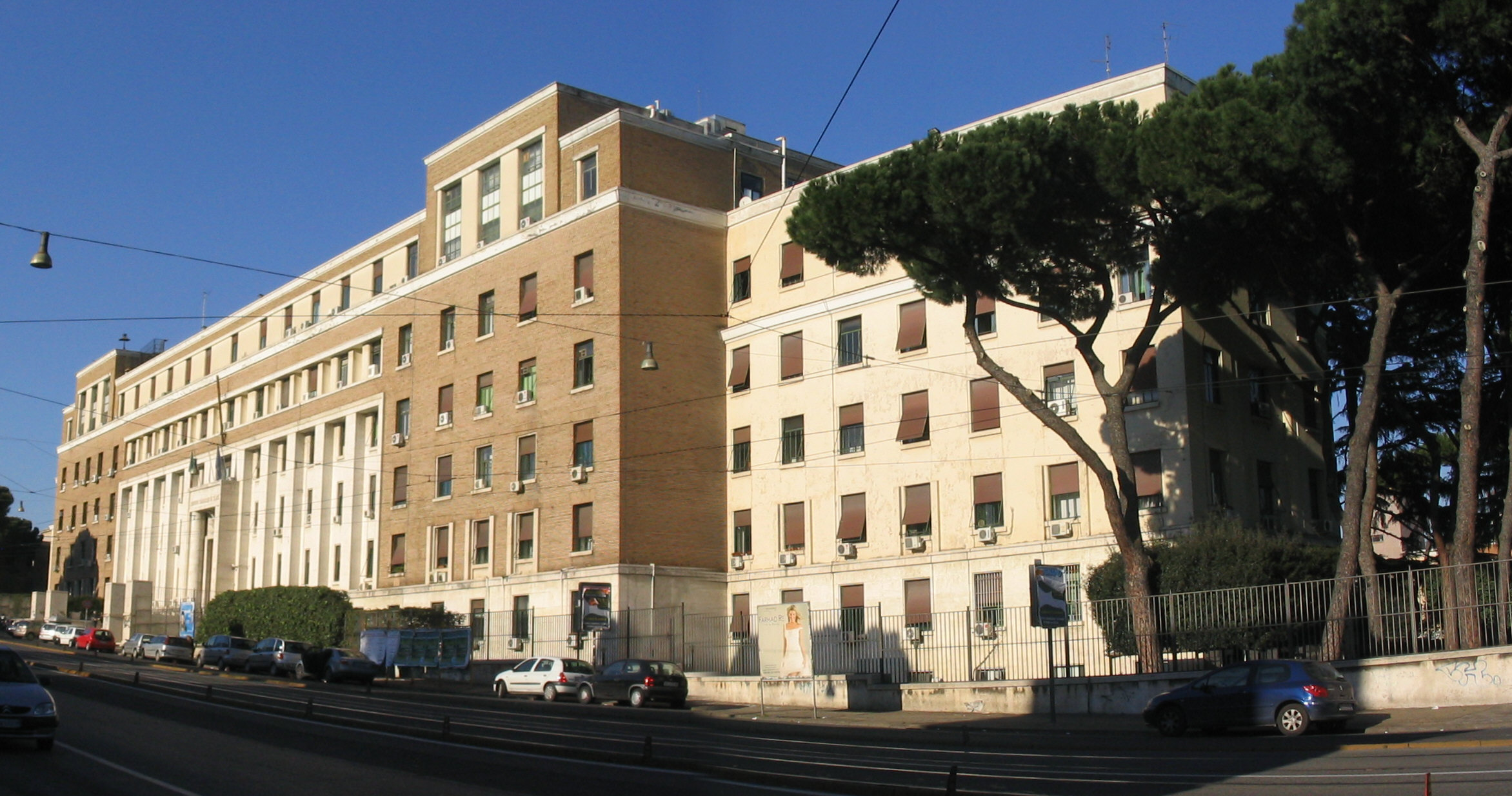
Istituto Superiore di Sanità, Roma

Divenuto cittadino italiano, nel 1947, su invito dell'allora Direttore dell'Istituto Superiore di sanità (ISS) Domenico Marotta, si trasferì a Roma, fondando il Laboratorio di Chimica Terapeutica dell'ISS. Qui Bovet proseguì le ricerche iniziate a Ginevra sugli antagonisti dell'istamina e sui curari di sintesi, antagonisti di un altro neurotrasmettitore, l'acetilcolina. Per l'importanza delle sue ricerche gli venne conferito il premio Nobel per la Medicina e la Fisiologia nel 1957.
Lasciato l'ISS nel 1964, dopo le note vicende giudiziarie che coinvolsero Domenico Marotta, divenne docente di Farmacologia all'Università di Sassari. Nel 1969 rientrò a Roma come Direttore del Laboratorio di Psicobiologia e Psicofarmacologia del CNR. Tra il 1971 e il 1982 fu docente di Psicobiologia all'Università di Roma. Sia a questa cattedra che alla direzione del laboratorio da lui diretto al CNR, dopo il pensionamento gli subentrerà il suo allievo Alberto Oliverio.

## Storia di una scoperta
La prima grande scoperta di Daniel Bovet fu effettivamente una piccola ma rilevantissima modifica al prontosil rosso (farmaco ad azione antibatterica e chemioterapica), per la cui paternità, nel 1932, era stata depositata una domanda di brevetto dai chimici tedeschi Klarer e Mietzsch e le cui brillanti proprietà erano state esaltate da Gerhard Domagk nel celebre articolo "Contributo alla chemioterapia delle infezioni batteriche", apparso su una rivista medica tedesca.
Un po' per curiosità, un po' per verificarne le effettive proprietà terapeutiche, all'Institut Pasteur due équipe altamente qualificate (a capo delle quali c'erano da una parte Constantin Levaditi, dall'altra Ernest Fourneau) iniziarono a studiare il farmaco esaltato da Gerhard Domagk. Fu allora che Bovet, responsabile delle prove biologiche dei derivati chimici, in collaborazione con Federico Nitti (che invece lavorava nel reparto "vaccini" dell'istituto), si imbatté in una fortunata circostanza che riuscì a sfruttare al meglio.
La prima mossa dei due scienziati fu quella di infettare, usando una coltura di streptococchi altamente virulenti, quaranta topi disponibili in quel momento come cavie. I nuovi derivati chimici sviluppati dell'istituto tuttavia erano sufficienti solo per trentasei di essi. "Avanzava", dunque, un gruppetto formato da quattro topi. Bovet ebbe l'intuizione di sperimentare del tutto arbitrariamente su di essi la molecola comune a tutti i composti dell'esperimento, il semplice "para-amminobenzensolfonammide" (nel quale, naturalmente, era assente qualsivoglia tipo di colorante, caratteristica ritenuta basilare nell'efficacia del prontosil rosso fino a quel momento).
I risultati furono sbalorditivi: i quattro topi sopravvissero. Grazie a questo risultato apparve evidente che era la pura e semplice molecola sulfamidica ad avere azione antibatterica all'interno dell'organismo, mentre il colorante veniva scisso ed eliminato dallo stesso (poiché sostanzialmente inutile).

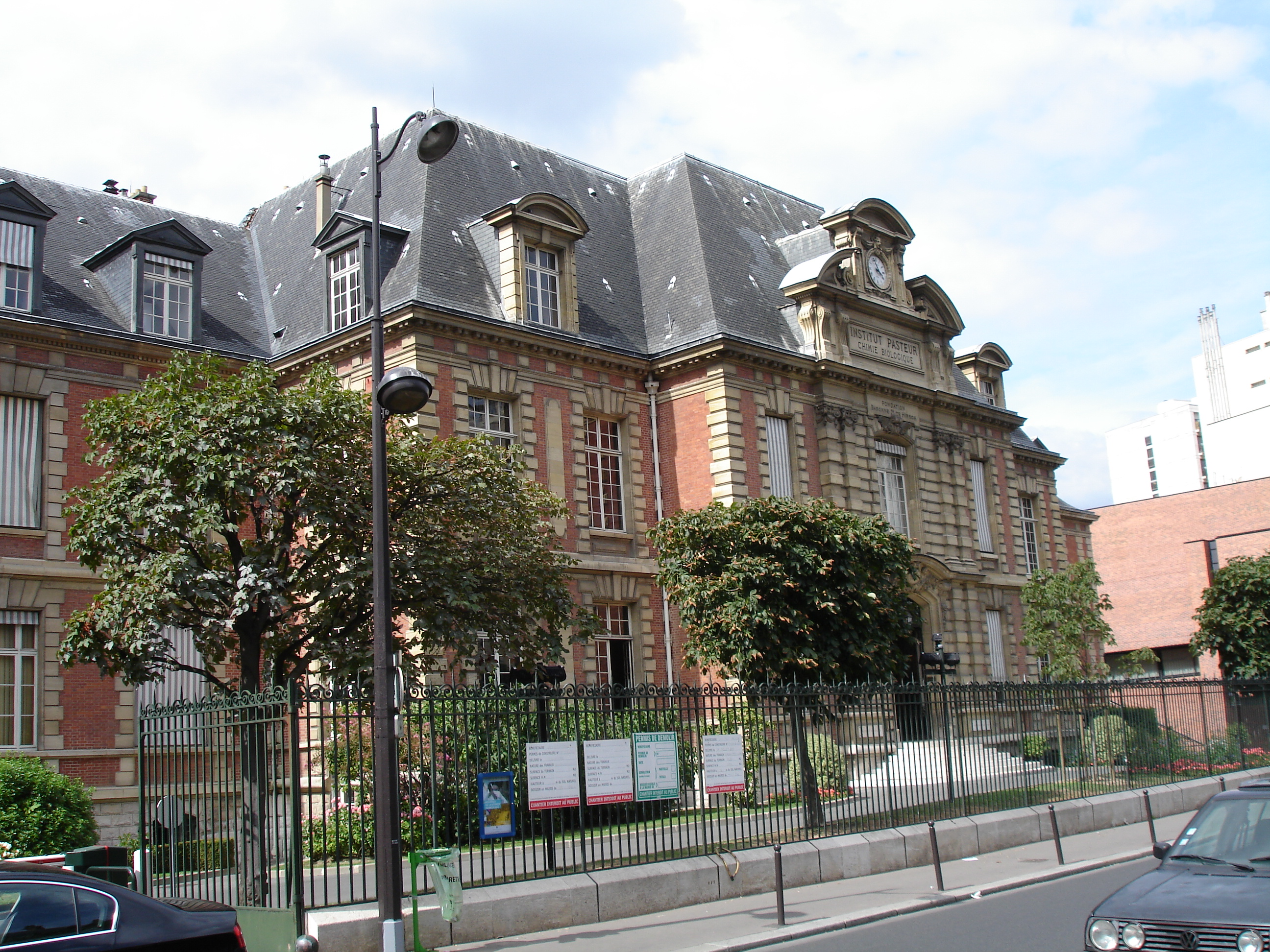
Institut Pasteur

Questo "nuovo" farmaco incontrò non pochi ostacoli alla sua diffusione. Ernest Fourneau (Direttore del laboratorio di Chimica Terapeutica) si rifiutò di unire la propria firma a quelle di Tréfouël, Bovet e Nitti, un po'  per onestà intellettuale un po'  per non fare uno sgarbo ai colleghi tedeschi che avevano brevettato il prontosil.
L'amministratore delegato della Rhône-Poulenc (il gruppo chimico e farmaceutico al quale si appoggiava l'Institut Pasteur), Grillet, gli preferì un suo derivato benzilico: la Septazine 46 R.P.. Quest'ultimo farmaco presentava non pochi problemi, uno su tutti la sua spiccata insolubilità. Tuttavia era sostenuto da discutibili confronti clinici con il prodotto "bianco" (la molecola sulfamidica pura, cioè senza colorante) ma soprattutto dalla paura dello stesso amministratore delegato, il quale non aveva nessuna voglia di recare danno al mercato lanciando un nuovo farmaco. Paradossalmente, mentre il sulfamide incolore nel 1936 era disponibile già in Germania, in Inghilterra e negli Stati Uniti, era ancora assente in Francia.
Si impose finalmente sul mercato,con il nome di Septoplix, qualche anno dopo, quando a capo della Rhône-Poulenc salì Albert-Buisson. Dagli effetti rapidi e regolari, il nuovo farmaco risultava affascinante anche per la sua storia.
Negli anni successivi furono effettuate delle ricerche circa i meccanismi che presiedevano all'azione dei sulfamidici e del prontosil sull'organismo. L'obiettivo non dichiarato era quello di capire quale fosse, ammesso che ci fosse, l'utilità antibatterica della sulfamidocrisoidina, il colorante presente nel farmaco di Klarer e Mietzsch.
La prima osservazione dell'azione del sulfamide su una cellula vivente fu realizzata all'Institut Pasteur. La molecola si dimostrò un inibitore della crescita sia per le muffe sia per i vegetali superiori. In parallelo venivano effettuati gli stessi esperimenti con la sulfamidocrisoidina.
Nel 1936 a Londra, Colebrook, Buttle e O'Meara, utilizzando un mezzo di coltura a base di siero o di sangue, dimostrarono nuovamente l'efficacia del sulfamide, a danno del prontosil (che in vitro non sortiva nessun effetto apparente).
In ultima analisi i successivi esperimenti mostrarono che il siero degli animali trattati (indifferentemente con para-aminofenilsulfamide e prontosil), presentava proprietà battericide, sempre nell'ambito dei germi inseminati in vitro.
La svolta definitiva nella comprensione delle modalità d'azione del sulfamide (a discapito del colorante del prontosil) non fu tanto la consapevolezza che esso, non essendo un antisettico, non presentava un'alta tossicità all'interno dell'organismo, quanto la scoperta del suo antagonista biologico, l'acido para-aminobenzoico (PAB), da parte di Donald Derek Woods.

## Consapevolezza del cambiamento
Dopo un primo momento di stasi, dovuto in parte allo scetticismo generale e in parte alle titubanze iniziali della Rhône-Poulenc, i risultati ottenuti in laboratorio e in campo clinico da parte del sulfamide suscitarono l'entusiasmo tanto nei pazienti quanto nel corpo medico. Concettualmente questa scoperta sancì, nella storia della medicina, la fine del nichilismo terapeutico. Inoltre la svolta determinata dal sulfamide alimentò la convinzione che la ricerca scientifica fosse un'arma irrinunciabile per la lotta ai microrganismi e alle varie malattie.
Pochi anni dopo, gli antibiotici e gli antitubercolari, confermarono la sensazione che l'uomo stava diventando padrone della propria salute. Nella sua autobiografia Daniel Bovet si dice consapevole dell'importanza della propria scoperta (da lui stesso considerata una vera "svolta epocale"). Tuttavia si dice rammaricato di come nella civiltà attuale, dove a suo dire regna la "cultura dell'ignoranza", il grande pubblico sia sempre più incline ad affidarsi a rimedi naturali, per la discutibile convinzione che "ciò che è naturale fa bene". Il rischio, dunque, è che la ricerca scientifica non venga apprezzata quanto meriterebbe.
Ciononostante la sua storia ha dimostrato che, quando una scoperta scientifica ha conseguenze filantropiche notevoli, per quante difficoltà possa incontrare, finirà per diffondersi.

## Dal sulfamide agli antistaminici
Preso atto della concreta utilità terapeutica della molecola sulfamidica, Bovet iniziò a fare ricerche sugli antistaminici. Nel 1937 completò la sintesi della timoxidietilamina, il primo rudimentale antistaminico. Quest'ultima si era rivelata molto efficace soprattutto nella prevenzione dello shock anafilattico negli animali, mentre il suo utilizzo clinico suscitava ancora perplessità (spesso la timoxidietilamina aveva ripercussioni tossiche sull'organismo).
Sta di fatto che questo primo abbozzo di antistaminico si rivelò essere, per struttura molecolare di massima, il precursore di tutti gli antistaminici sintetizzati da quel momento in poi. Questo fu uno dei principali motivi per cui nel 1957 Daniel Bovet ricevette il Premio Nobel per la medicina e la fisiologia.